# Maciej Marcin Tomaszewski
Maciej Marcin Tomaszewski (ur. 3 maja 2000 w Warszawie) – polski aktor, muzyk i śpiewak operowy (tenor).

## Życiorys
Jest synem Magdaleny i Marcina Tomaszewskich. Ma młodszego brata, Mateusza, a także starszą siostrę, Maję. W dzieciństwie uczył się gry na skrzypcach i fortepianie.
W 2020 roku ukończył z wyróżnieniem ZPSM im. F. Chopina w Warszawie na wydziale wokalistyki klasycznej. W 2024 ukończył studia na Wydziale Aktorskim warszawskiej Akademii Teatralnej, oraz studia na wydziale wokalno-aktorskim na Uniwersytecie Muzycznym Fryderyka Chopina w Warszawie.
Debiutował w 2011 roku w spektaklu Les Misérables w Teatrze Muzycznym Roma w Warszawie. Następnie w 2012 roku wcielił się w tytułową rolę Olivera Twista w musicalu Oliver! wyreżyserowanym przez Magdalenę Piekorz w Teatrze Rozrywki w Chorzowie. W 2017 znalazł się w obsadzie widowiska tanecznego Lamaila w Teatrze Wielkim w Łodzi. Współpracował ze sceną SpektakLove gdzie razem z Agatą Kuleszą, Izabelą Kuną i Wojeciechem Malajkatem, grał w spektaklu Inteligenci, który napisał Marek Modzelewski. W Teatrze 6. Piętro wciela się w postać Młodego Sinatry w show Sinatra 100+. W 2022 roku na Festiwalu Kody w Lublinie wystąpił jako tytułowy Beniowski w prapremierze opery alternatywnej, do której muzykę napisał Krzysztof Knittel, a libretto Maciej Wojtyszko. Zagrał Odysa w spektaklu dyplomowym Olimp na podstawie Odysei Homera w Akademii Teatralnej w reżyserii Wojciecha Kościelniaka. 18 marca 2023 roku odbyła się premiera musicalu Złap mnie, jeśli potrafisz w Teatrze Muzycznym w Łodzi, w którym obok Karola Drozda i Marcina Franca kreuje rolę Franka Abagnale'a Juniora. W maju 2023 roku odbyła się prapremiera spektaklu Kopernik w Operze Krakowskiej, w której wcielił się w rolę Kaspra Stulpawitza. Od 20 października tego samego roku występuje jako Maurice we Władcy Much w Och-Teatrze . Jest pierwszym polskim aktorem wcielającym się w rolę JD, w polskiej inscenizacji spektaklu Heathers, który miał swoją premierę 7 września 2024 roku w warszawskim Teatrze Syrena . W 2025 roku zrealizował dwa spektakle w Teatrze Muzycznym w Łodzi - Prosimy nie wyrywać foteli oraz Mamma Mia!
W 2025 roku zadebiutował w operze Napój Miłosny Gaetano Donizettiego gdzie zaśpiewał partię Nemorina w Teatrze Wielkim w Łodzi. Premiera odbyła się 22 marca - za reżyserię odpowiadał Wojciech Adamczyk, a orkiestrę poprowadził Rafał Janiak
Zdobył większą rozpoznawalność dzięki znalezieniu się w stałej obsadzie w serialu Usta usta na antenie TVN, gdzie wcielał się w rolę Leona Dawidzkiego, syna Adama, granego przez Pawła Wilczaka. Obecnie wciela się w postać Karola w serialu Na Wspólnej. Grał również w takich serialach jak Ojciec Mateusz, Stulecie Winnych, Ślad, czy Na dobre i na złe. 
Jest polskim głosem Gekko w grze Valorant. Dubbingował role filmowe, m.in. Czkawkę w Jak wytresować smoka z 2025 roku, Milesa „Pająka” Socorro w  Avatarze oraz Freddiego Freemana w Shazamie!
. 

## Role teatralne
| Rok  | Tytuł                                 | Autor                                                | Rola               | Reżyser                           | Teatr                    |
| ---- | ------------------------------------- | ---------------------------------------------------- | ------------------ | --------------------------------- | ------------------------ |
| 2011 | Les Misérables                        | Claude-Michel Schönberg                              | Gavroche           | Wojciech Kępczyński               | Teatr Muzyczny Roma      |
| 2012 | Oliver!                               | Lionel Bart                                          | Oliver Twist       | Magdalena Piekorz                 | Teatr Rozrywki (Chorzów) |
| 2017 | Lamaila                               | Maciej Pawłowski                                     | Narrator           | Maciej Pawłowski                  | Teatr Wielki w Łodzi     |
| 2021 | Inteligenci                           | Marek Modzelewski                                    | Szymon             | Wojciech Malajkat                 | SpektakLove              |
| 2021 | Sinatra 100+                          | Jakub Gąsowski                                       | Młody Sinatra      | Jakub Gąsowski, Grzegorz Kwiecień | Teatr 6. piętro          |
| 2022 | Maurycy Beniowski. Opera alternatywna | Maciej Wojtyszko, Krzysztof Knittel                  | Maurycy Beniowski  | Maciej Wojtyszko                  | Festiwal Kody            |
| 2022 | Olimp                                 | Wojciech Kościelniak                                 | Odys               | Wojciech Kościelniak              | Teatr Collegium Nobilium |
| 2023 | Złap mnie, jeśli potrafisz            | Marc Shaiman, Terrence McNally                       | Frank Abagnale Jr. | Jakub Szydłowski                  | Teatr Muzyczny w Łodzi   |
| 2023 | Kopernik                              | Tomasz Szymuś, Ałbena Grabowska, Daniel Wyszogrodzki | Kasper Stulpawitz  | Jakub Szydłowski                  | Opera Krakowska          |
| 2023 | Władca Much                           | Nigel Williams                                       | Maurice            | Piotr Ratajczak                   | Och-Teatr                |
| 2024 | Heathers                              | Laurence O’Keefe, Kevin Murphy                       | JD                 | Agnieszka Płoszajska              | Teatr Syrena             |
| 2025 | Prosimy nie wyrywać foteli            | Jakub Szydłowski                                     | Prezenter          | Jakub Szydłowski                  | Teatr Muzyczny w Łodzi   |
| 2025 | Napój Miłosny                         | Gaetano Donizetti                                    | Nemorino           | Wojciech Adamczyk                 | Teatr Wielki w Łodzi     |
| 2025 | Mamma Mia!                            | Catherine Johnson, Benny Andersson, Björn Ulvaeus    | Sky                | Jakub Szydłowski                  | Teatr Muzyczny w Łodzi   |

## Filmografia
Spis sporządzono na podstawie materiału źródłowego:
- 2018: Ślad jako Maksymilian Tkacz (odc. 39)
- 2019: Jestem M. Misfit jako Kacper
- 2020–2021: Usta usta jako Leon Dawidzki
- 2020: Stulecie Winnych jako chłopak (odc. 18)
- 2020: Ojciec Mateusz jako Juliusz Polanicki (odc. 312)
- 2020: Leśniczówka jako chłopak (325)
- 2021: Komisarz Mama jako Roman (odc. 3)
- 2022: Na Wspólnej jako Karol Wolski
- 2023: Na dobre i na złe jako Nikodem Wawrzecki (odc. 876)
- 2023: Praski Reytan jako Artur
- 2024: Idź pod prąd jako Maciek

## Polski dubbing

### Filmy
- 2011: Koszmarny Karolek
- 2012: Kot Prot Gwiazdkę urządzi w lot
- 2014: Syn Boży – Chłopiec #1
- 2022: Nel i tajemnica Kurokota – Śmieszek/Szyderek
- 2022: Avatar: Istota wody – Miles „Pająk” Socorro
- 2023: Misja: Bal – Charles
- 2023: Najlepszy rzut Changa – Bo
- 2023: Shazam! Gniew bogów – Freddy Freeman
- 2024: Dziki robot – Jasnodzióbek
- 2025: Jak wytresować smoka – Czkawka

### Seriale
- 2009: Dinopociąg – Bratek (odc. 41-66)
- 2010: Umizoomi
- 2010: Victoria znaczy zwycięstwo – Yates (odc. 59)
- 2013-2018: Grzmotomocni – Lizus (odc. 8)
- 2016–2017: Just Like Me! – Tommy
- 2016: Like Me –
  - Chłopak #1 (odc. 2, 10),
  - Chłopak (odc. 4)
- 2018: Polly Pocket –
  - Leprikon Fred (odc. 61),
  - Mól książkowy (odc. 62),
  - Sąsiad (odc. 65)
- 2019–2022: Wielkodomscy – Sławek (odc. 37b, 40ab, 50a)
- 2022: Naj i Najka – Naj
- 2023: Dwutakt – Riff Raff #2 (odc. 3)
- 2023: Erin i Aaron – Aaron Williams
- 2023: Moon Girl i Diabelski Dinozaur – 
  - Mityczny Bobby (odc. 22),
  - Eli (odc. 23, 25)

### Gry
- 2020: Valorant – Gekko

### Słuchowiska
- 2023: Blizny